# Beyerdynamic

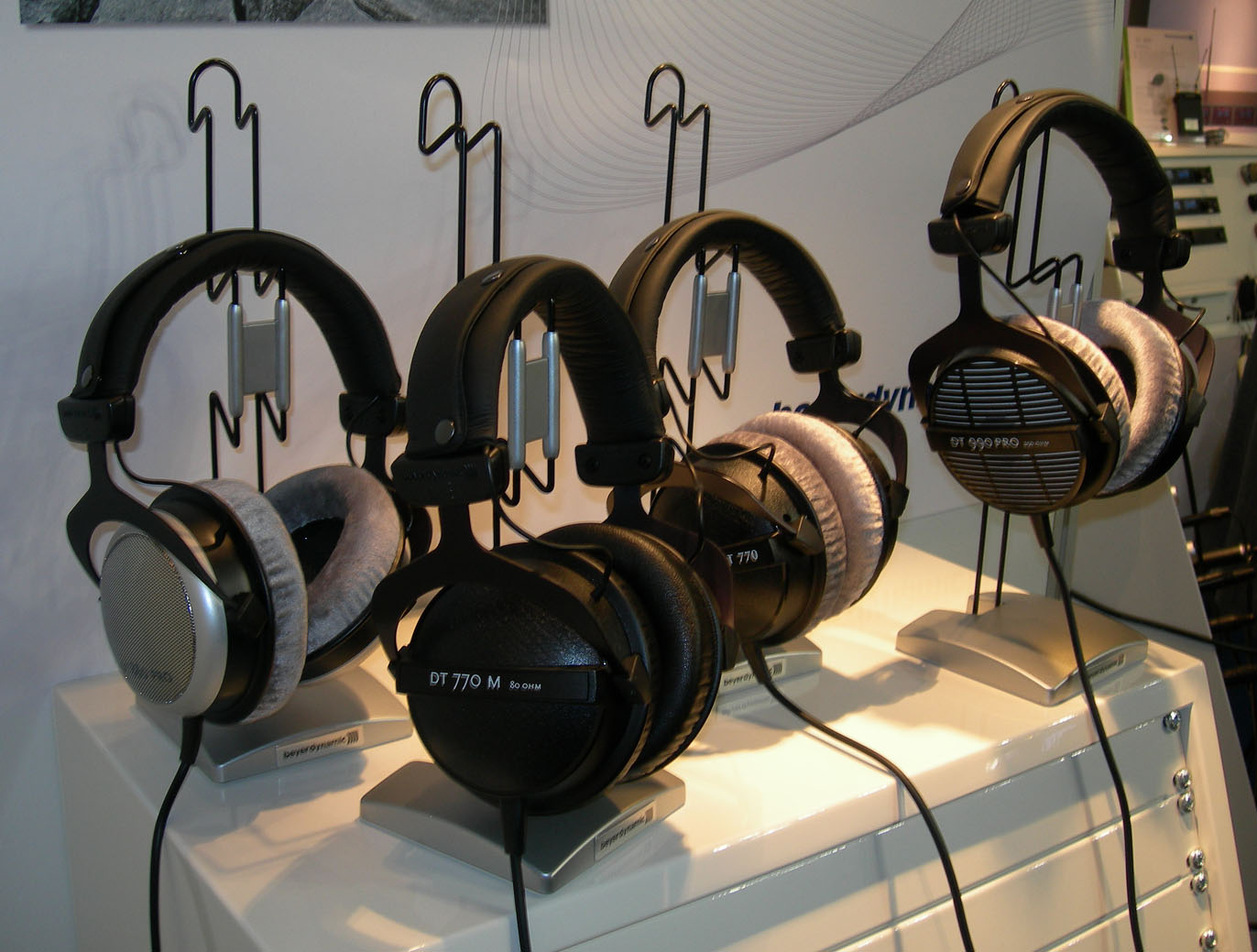
Headphones by Beyerdynamic: DT 880 PRO, DT 770 M, DT 770, DT 990 PRO.

Beyerdynamic GmbH & Co. KG é uma empresa alemã de equipamentos de audio. Especializada em microfones, wireless, fones de ouvido e sistemas de audio e conferência.